# Warren Township, New Jersey
Warren Township är en kommun i Somerset County i delstaten New Jersey, USA.